# Creative Commons
Creative Commons (CC) este o organizație non-profit dedicată lărgirii domeniului de creații disponibile tuturor, în mod legal, atât pentru a fi utilizate ca atare, cât și pentru a constitui o parte a altor creații.

## Scop
Situl Creative Commons permite titularilor de drepturi de autor să ofere publicului o parte din drepturile pe care le au și să-și păstreze cealaltă parte, printr-o multitudine de mecanisme, printre care eliberarea lucrărilor în domeniul public sau sub licențe de conținut deschis. Intenția avută în vedere este aceea de a evita barierele pe care le pun legile drepturilor de autor în calea liberei circulații a informațiilor.
Proiectul furnizează o serie de licențe libere pe care titularii drepturilor de autor le pot alege atunci când doresc să-și publice lucrările pe Internet. Sunt furnizate de asemenea servicii prin care sunt descrise lucrările și licențele corespunzătoare, și astfel se facilitează prelucrarea și localizarea automată a lucrărilor. Proiectul furnizează și contract al Copyright-ului Fondatorilor, care își propune să restabilească efectele inițiale ale legii dreptului de autor din SUA, așa cum au fost ele gândite de fondatorii Constituției americane.
Toate aceste eforturi, și numai, au ca scop contracararea a ceea ce Laurence Lessig, președintele comitetului de conducere al Creative Commons, numește „dominanta și tot mai îngrăditoarea cultură a permisiunilor”, o cultură în care orice utilizare a unui material protejat de copyright trebuie făcută numai în urma acordului explicit al titularului. Lessig susține că firmele de distribuție a diverselor lucrări au ajuns să domine cultura modernă prin crearea, menținerea și extinderea monopolului asupra produselor culturale, ca de exemplu muzica și filmele destinate maselor. Creative Commons, spune el, oferă o alternativă la aceste restricții.

## Istoric
Licența Creative Commons a fost precedată de licențele „Open Publication” și GNU pentru documentație liberă (GFDL). Licența GFDL a fost gîndită inițial pentru a fi aplicată la documentația pentru software, dar astăzi cuprinde și proiecte de altă natură, precum Wikipedia. Licența „Open Publication” este în mare măsură ieșită din uz, iar fondatorul ei recomandă ca noile proiecte să nu o mai folosească. Ambele licențe conțineau părți opționale care, în opinia criticilor, le făceau mai puțin libere.
GFDL diferă de CC prin cerința ca lucrările la care se aplică să fie distribuite într-un format „transparent”, care să nu aparțină cuiva și nici să nu fie confidențial.
Creative Commons își are centrul la San Francisco și a fost lansată în 2001. Primul set de licențe CC a fost publicat la 16 decembrie 2002. În 2004 proiectului i-a fost acordat premiul „Golden Nica Award” de către Prix Ars Electronica, la secțiunea „Net Vision”.

## Localizare
Licențele Creative Commons au fost scrise din perspectiva sistemului legal din Statele Unite, ceea ce face ca formularea lor să nu se cupleze suficient de bine cu legile altor țări. Există posibilitatea ca, folosind modelul SUA indiferent de legile locale, licențele să devină neaplicabile. Pentru a evita astfel de probleme a fost pornit proiectul iCommons, menit să ajusteze formularea din punct de vedere legal a licențelor CC în acord cu legile fiecărei țări. În iulie 2006 versiunile corespunzătoare unui număr de 32 de țări au fost definitivate. Creative Commons Worldwide. Versiunea pentru România a fost aprobată în 2 septembrie 2008, dând astfel posibilitatea de licențiere a operelor printr-una dintre cele șase licențe "Creative Commons" adaptate la legea română, fiind acceptabilă întreaga serie de licențe adaptate (versiunea 3.0 de la Atribuire (BY) până la Atribuire-Necomercial-Fără Modificări (BY-NC-ND)) 

## Critici
În primul an de existență Creative Commons nu a primit critici majore. Recent însă au fost exprimate plîngeri ce vizează valoarea și obiectivele organizației. Atitudinea critică se referă în principal la lipsa unui standard minim al licențelor, la inutilitatea unor asemenea licențe, la riscul de a reduce drepturile utilizatorilor sau la subminarea drepturilor de autor.

## Proiecte care folosesc licențe CC
Licențele CC sînt aplicate de aproximativ 7 milioane de pagini de internet. Proiectele cele mai cunoscute sînt listate mai jos. Trebuie precizat că nu tot materialul de pe aceste situri este disponibil sub o licență CC.
- Flickr: http://www.flickr.com/
- Internet Archive: http://www.archive.org/
- Wikimedia Commons: http://commons.wikimedia.org/
- Ourmedia: http://www.ourmedia.org/
- RapBeats.net Arhivat în 18 iunie 2012, la Wayback Machine.
- Groklaw: http://www.groklaw.net/ Arhivat în 12 octombrie 2003, la Wayback Machine.
- MIT OpenCourseWare: http://ocw.mit.edu/
- Jamendo: http://www.jamendo.com/
- BeatPick: http://www.beatpick.com/
- Public Library of Science: http://www.plos.org/
- Escena royalty free music

## Conținut disponibil sub licențe CC
Pentru a descoperi materiale disponibile sub o licență CC există numeroase motoare de căutare și cataloage, printre care:
- Yahoo! Creative Commons Search
- Google Advanced Search
- Mozilla Firefox, un browser cu funcție de căutare de conținut CC
- Căutare de Creative Commons
- ccMixter

## Legături externe
- Materiale media legate de Creative Commons la Wikimedia Commons
- en  Lawrence Lessig: Free Culture (fișier PDF)
- en  Creative Commons: Foundres' Copyright Arhivat în 30 octombrie 2007, la Wayback Machine.